# Перасдорф
Перасдорф (њем. Perasdorf) општина је у њемачкој савезној држави Баварска. Једно је од 37 општинских средишта округа Штраубинг-Боген. Према процјени из 2010. у општини је живјело 680 становника. Посједује регионалну шифру (AGS) 9278171.

## Географски и демографски подаци
Перасдорф се налази у савезној држави Баварска у округу Штраубинг-Боген. Општина се налази на надморској висини од 365–925 метара. Површина општине износи 16,0 km². У самом мјесту је, према процјени из 2010. године, живјело 680 становника. Просјечна густина становништва износи 42 становника/km².